# Ligue majeure de baseball 2014
Navigation
2013 2015
La saison 2014 de la Ligue majeure de baseball est la 114e saison depuis le rapprochement entre la Ligue américaine et la Ligue nationale et la 139e saison de Ligue majeure.
Le coup d'envoi de la saison est programmé le samedi 22 mars 2014 avec une courte série de deux matchs en deux jours entre les Dodgers de Los Angeles et les Diamondbacks de l'Arizona à Sydney, en Australie, après quoi les 28 autres clubs du baseball majeur entreprennent leur saison régulière en Amérique du Nord le dimanche 30 mars et le lundi 31 mars 2014. C'est la première fois que la MLB présente sa série d'ouverture en Australie.
La saison régulière se termine le 28 septembre et fait suite aux séries éliminatoires qui couronnent le 29 octobre les Giants de San Francisco, qui en remportant la Série mondiale 2014 sur les Royals de Kansas City ajoutent à leur palmarès leur 3e titre en cinq ans.
L'année 2014 marque le 60e anniversaire de l'arrivée à Baltimore de la franchise des Orioles. Les Cubs de Chicago célèbrent le 100e anniversaire de leur stade, le Wrigley Field.
Le mardi 15 juillet, le 85e match des étoiles de la Ligue majeure de baseball a lieu pour la première fois au Target Field de Minneapolis, où les Twins du Minnesota jouent leurs matchs locaux.
Les Red Sox de Boston amorcent la saison 2014 en tant que champions en titre de la Ligue majeure de baseball et de la Ligue américaine depuis leur victoire d'octobre 2013 en Série mondiale, tandis que les Cardinals de Saint-Louis défendent leur titre de champions de la Ligue nationale.

## Nouveaux règlements

### Arbitrage vidéo

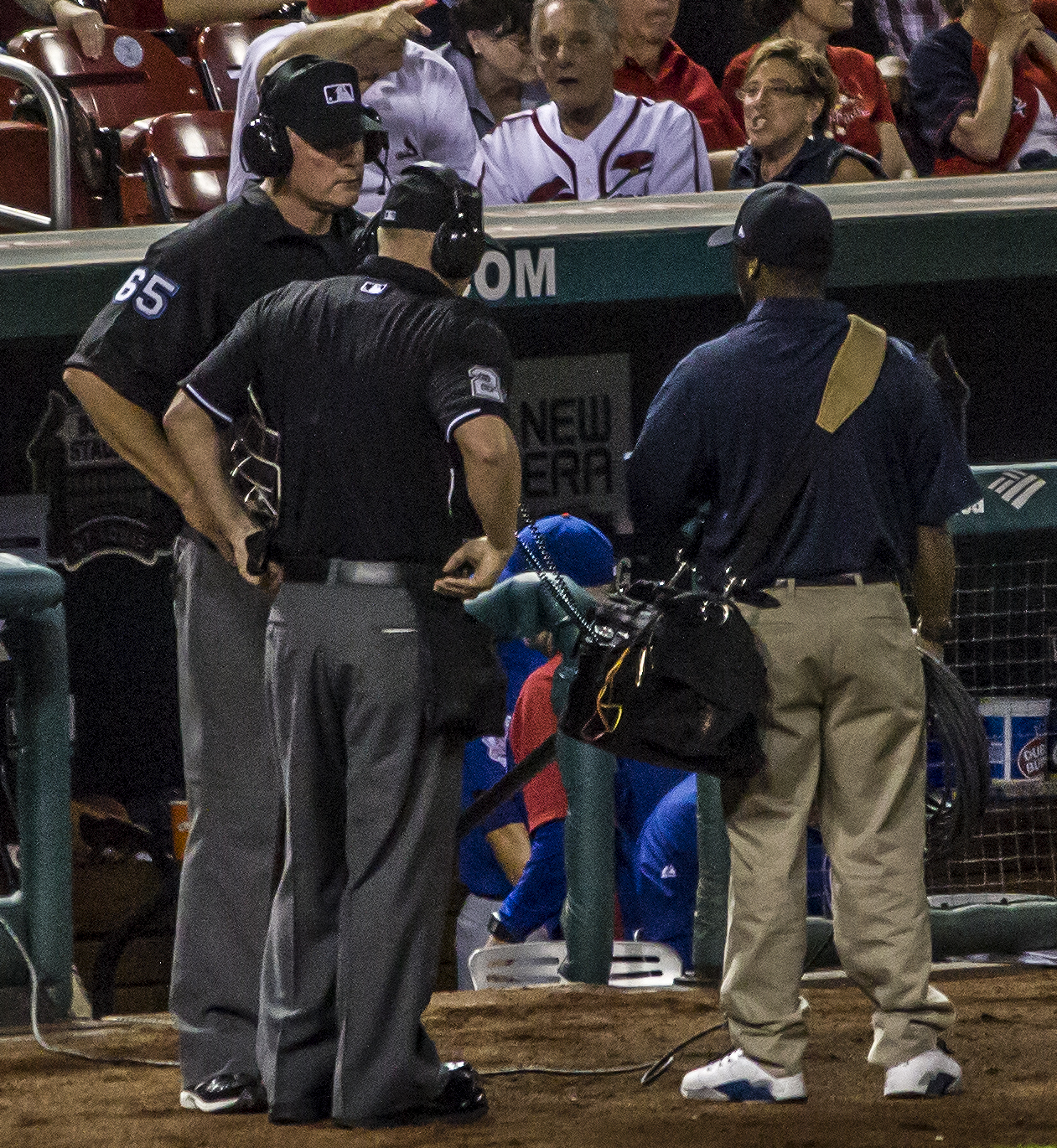
Des arbitres durant la révision d'un jeu en 2014.

En janvier 2014, le baseball majeur approuve un nouveau système de reprise vidéo, dont l'utilisation était jusqu'ici très limitée, qui permet aux équipes de demander la révision d'un nombre limité par match de décisions des arbitres. Les managers des deux clubs débutent chaque match avec la possibilité de contester une décision des arbitres. Si la reprise vidéo donne raison au gérant, celui-ci a la possibilité de demander l'arbitrage vidéo en une autre occasion dans le même match, mais jamais plus de deux fois au total dans une même rencontre. Le nombre limité de contestations est imposé afin d'éviter d'allonger inutilement les matchs. Après la 7e manche, les officiels peuvent eux-mêmes demander le visionnement d'une vidéo pour aider leur décision. Des arbitres sont en poste dans les bureaux de MLB Advanced Media à New York où ils ont accès à l'équipement audiovisuel et peuvent communiquer avec leurs collègues sur le terrain. Un certain nombre d'actions ne peuvent être contestées, mais selon Tony La Russa, qui a travaillé à l'élaboration de ce système, 90 pour cent des situations de jeu peuvent être revues. L'arbitrage vidéo était déjà permis pour réviser la validité d'un coup de circuit et les règles les concernant demeurent inchangées lors de l'application en 2014 du nouveau système.
En 2014, un total de 1 276 jeux sont revus de cette manière : 604 décisions sur 1 265 (47,75 %) sont renversées en saison régulière et 4 sur 11 en séries éliminatoires pour un total de 608 décisions renversées en une année, ou 47,65 % des jeux contestés.

### Protection des lanceurs
Avant la saison 2014, le baseball majeur approuve de nouvelles casquettes protectrices, dont le port n'est pas obligatoire, pour les lanceurs. Muni de plaques de sûreté cousues dans des casquettes faites sur mesure, cet équipement est destiné à réduire les conséquences des coups en flèche, après que 3 lanceurs aient été depuis 2012,, atteint à la tête par une balle cognée par un frappeur. Généralement bien accueillies, ces casquettes ont en revanche été critiquées pour leur apparence inesthétique, leur dimension, et pour être inconfortables par temps très chaud.

### Protection des receveurs
En décembre 2013, il est entendu durant les assises d'hiver du baseball qu'un règlement encadrera les collisions au marbre entre un coureur et un receveur, afin d'éliminer le risque de blessures sérieuses,. Le règlement à ce sujet est présenté en février suivant. Pour prévenir les contacts délibérés au marbre, la règle 7.13 stipule qu'il est interdit au coureur de dévier de la ligne de course tracée sur le terrain afin d'initier une collision avec le receveur ou tout autre joueur couvrant le marbre. Il est aussi interdit au receveur qui n'a pas possession de la balle de bloquer la voie au coureur. La règle est largement soumise au jugement de l'arbitre, qui doit déterminer en cas de collision si celle-ci était ou non évitable. Certains repères sont énoncés dans le règlement officiel, demandant aux arbitres de porter attention au langage corporel du coureur (épaules portées vers l'avant, mains ou bras tendus) qui pourrait trahir son intention d'avoir un contact violent avec son adversaire, ou encore stipulant qu'un coureur, dans une glissade au marbre, devrait normalement toucher le sol avant l'adversaire. La règle est appliquée de façon expérimentale et sujette à révision à la fin de sa première année d'application. Qualifiée de « vague », elle suscite en effet certains commentaires négatifs durant l'année,, bien que le but recherché soit perçu de façon positive.

## Intersaison

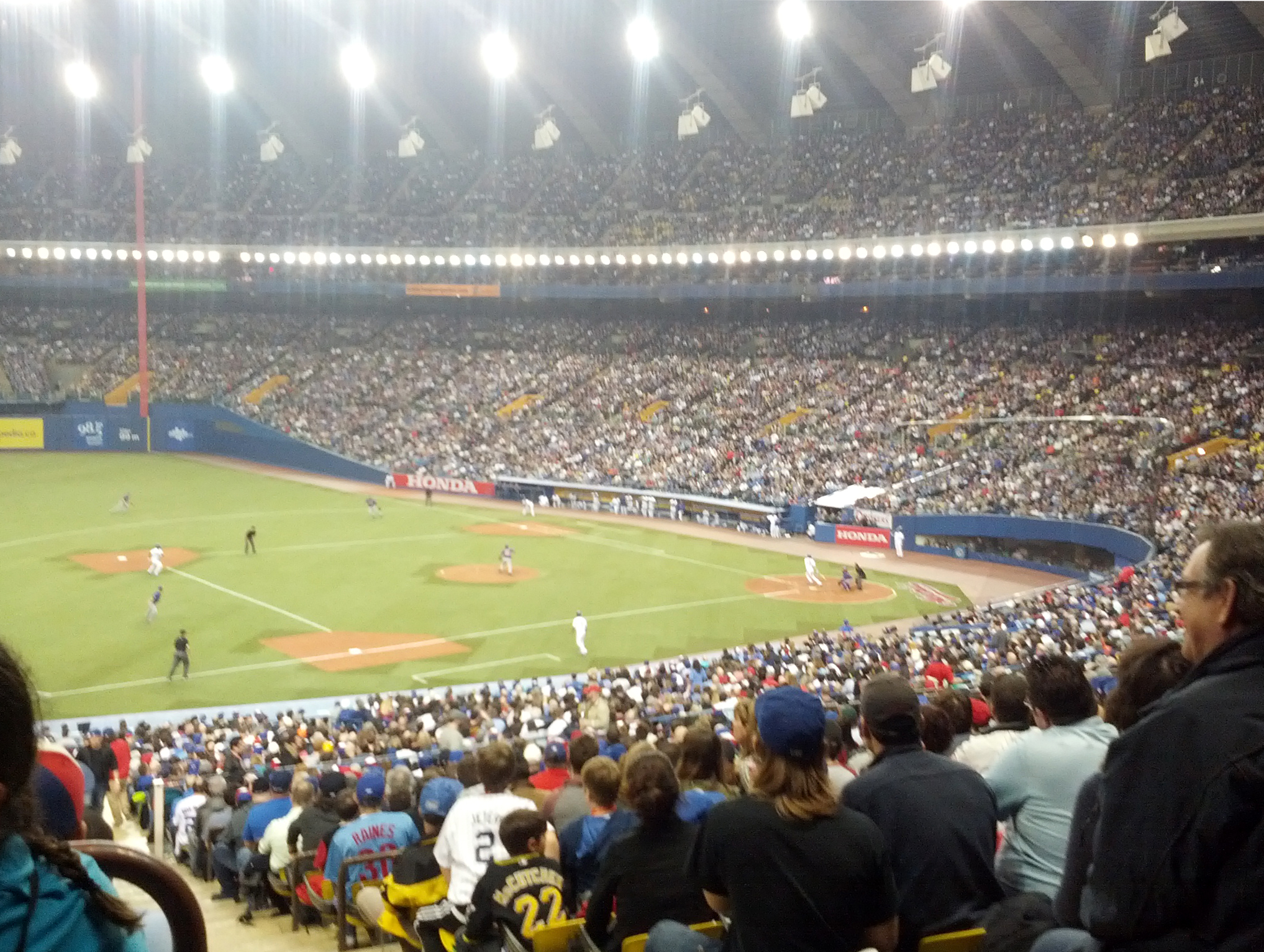
Match pré-saison entre les Blue Jays et les Mets le 28 mars 2014 au Stade olympique de Montréal.

### Entraînement de printemps
Les lanceurs et les receveurs se rapportent au camp d'entraînement de leur équipe vers la mi-février, suivi du reste de leurs coéquipiers. Les matchs pré-saison débutent le 25 février 2014 en Floride et le lendemain en Arizona. Comme à chaque année, quelques matchs préparatoires sont disputés hors de ces deux endroits. Deux de ces matchs, entre les Blue Jays de Toronto et les Mets de New York, sont joués au Stade olympique de Montréal les 28 et 29 mars 2014. Ce sont les premiers matchs de baseball majeur joués à cet endroit depuis le départ des Expos de Montréal à la fin de la saison 2004.

## Classement final
| Ligue nationale (Division Est) | V  | D  | %    | Diff. | Diff. (séries) |
| ------------------------------ | -- | -- | ---- | ----- | -------------- |
| Nationals de Washington        | 96 | 66 | ,593 | -     | -              |
| Braves d'Atlanta               | 79 | 83 | ,488 | 17    | 9              |
| Mets de New York               | 79 | 83 | ,488 | 17    | 9              |
| Marlins de Miami               | 77 | 85 | ,475 | 19    | 11             |
| Phillies de Philadelphie       | 73 | 89 | ,451 | 23    | 15             |

| Ligue nationale (Division Centrale) | V  | D  | %    | Diff. | Diff. (séries) |
| ----------------------------------- | -- | -- | ---- | ----- | -------------- |
| Cardinals de Saint-Louis            | 90 | 72 | ,556 | -     | -              |
| Pirates de Pittsburgh               | 88 | 74 | ,543 | 2     | -              |
| Brewers de Milwaukee                | 82 | 80 | ,506 | 8     | 6              |
| Reds de Cincinnati                  | 76 | 86 | ,469 | 14    | 12             |
| Cubs de Chicago                     | 73 | 89 | ,451 | 17    | 15             |

| Ligue nationale (Division Ouest) | V  | D  | %    | Diff. | Diff. (séries) |
| -------------------------------- | -- | -- | ---- | ----- | -------------- |
| Dodgers de Los Angeles           | 94 | 68 | ,580 | -     | -              |
| Giants de San Francisco          | 88 | 74 | ,543 | 6     | -              |
| Padres de San Diego              | 77 | 85 | ,475 | 17    | 11             |
| Rockies du Colorado              | 66 | 96 | ,407 | 28    | 22             |
| Diamondbacks de l'Arizona        | 64 | 98 | ,395 | 30    | 24             |

| Ligue américaine (Division Est) | V  | D  | %    | Diff. | Diff. (séries) |
| ------------------------------- | -- | -- | ---- | ----- | -------------- |
| Orioles de Baltimore            | 96 | 66 | ,593 | -     | -              |
| Yankees de New York             | 84 | 78 | ,519 | 12    | 4              |
| Blue Jays de Toronto            | 83 | 79 | ,512 | 13    | 5              |
| Rays de Tampa Bay               | 77 | 85 | ,475 | 19    | 11             |
| Red Sox de Boston               | 71 | 91 | ,438 | 25    | 17             |

| Ligue américaine (Division Centrale) | V  | D  | %    | Diff. | Diff. (séries) |
| ------------------------------------ | -- | -- | ---- | ----- | -------------- |
| Tigers de Détroit                    | 90 | 72 | ,556 | -     | -              |
| Royals de Kansas City                | 89 | 73 | ,549 | 1     | +1             |
| Indians de Cleveland                 | 85 | 77 | ,525 | 5     | 3              |
| White Sox de Chicago                 | 73 | 89 | ,451 | 17    | 15             |
| Twins du Minnesota                   | 70 | 92 | ,432 | 20    | 18             |

| Ligue américaine (Division Ouest) | V  | D  | %    | Diff. | Diff. (séries) |
| --------------------------------- | -- | -- | ---- | ----- | -------------- |
| Angels de Los Angeles             | 98 | 64 | ,605 | -     | -              |
| Athletics d'Oakland               | 88 | 74 | ,543 | 10    | -              |
| Mariners de Seattle               | 87 | 75 | ,537 | 11    | 1              |
| Astros de Houston                 | 70 | 92 | ,432 | 28    | 18             |
| Rangers du Texas                  | 67 | 95 | ,414 | 31    | 21             |

## Séries éliminatoires
Les nombres en blanc indiquent les têtes de série et les nombres en noir indiquent le nombre de matchs gagnés dans la ronde éliminatoire.
|  | Matchs de meilleur deuxième | Matchs de meilleur deuxième | Matchs de meilleur deuxième |  |   | Séries de divisions   | Séries de divisions      | Séries de divisions     |                         |   | Séries de championnat    | Séries de championnat | Séries de championnat |  |  | Série mondiale | Série mondiale        | Série mondiale |
|  |                             |                             |                             |  |   |                       |                          |                         |                         |   |                          |                       |                       |  |  |                |                       |                |
|  |                             |                             |                             |  |   | 1                     | Angels de Los Angeles    | 0                       |                         |   |                          |                       |                       |  |  |                |                       |                |
|  | 4                           | Royals de Kansas City       | 1                           |  |   | 4                     | Royals de Kansas City    | 3                       |                         |   |                          |                       |                       |  |  |                |                       |                |
|  | 4                           | Royals de Kansas City       | 1                           |  | 1 | 4                     | Royals de Kansas City    | 3                       | Orioles de Baltimore    | 0 |                          |                       |                       |  |  |                |                       |                |
|  | 5                           | Athletics d'Oakland         | 0                           |  | 1 |                       | Ligue américaine         | Ligue américaine        | Ligue américaine        | 0 |                          |                       |                       |  |  |                |                       |                |
|  | 5                           | Athletics d'Oakland         | 0                           |  | 2 | Royals de Kansas City | Ligue américaine         | Ligue américaine        | Ligue américaine        | 4 |                          |                       |                       |  |  |                |                       |                |
|  |                             |                             |                             |  |   | Royals de Kansas City | 2                        | Orioles de Baltimore    | 3                       | 4 |                          |                       |                       |  |  |                |                       |                |
|  |                             |                             |                             |  |   |                       | 2                        | Orioles de Baltimore    | 3                       |   |                          |                       |                       |  |  |                |                       |                |
|  |                             |                             |                             |  |   | 3                     | Tigers de Détroit        | 0                       |                         |   |                          |                       |                       |  |  |                |                       |                |
|  |                             |                             |                             |  |   |                       |                          |                         |                         |   |                          |                       |                       |  |  | AL             | Royals de Kansas City | 3              |
|  |                             |                             |                             |  |   |                       |                          | NL                      | Giants de San Francisco | 4 |                          |                       |                       |  |  |                |                       |                |
|  |                             |                             |                             |  |   | 2                     | Dodgers de Los Angeles   | 1                       |                         |   |                          |                       |                       |  |  |                |                       |                |
|  |                             |                             |                             |  |   | 3                     | Cardinals de Saint-Louis | 3                       |                         |   |                          |                       |                       |  |  |                |                       |                |
|  |                             |                             |                             |  |   | 3                     | Cardinals de Saint-Louis | 3                       |                         | 1 | Cardinals de Saint-Louis | 1                     |                       |  |  |                |                       |                |
|  | 4                           | Pirates de Pittsburgh       | 0                           |  |   | Ligue nationale       | Ligue nationale          | Ligue nationale         |                         | 1 | Cardinals de Saint-Louis | 1                     |                       |  |  |                |                       |                |
|  | 4                           | Pirates de Pittsburgh       | 0                           |  | 2 | Ligue nationale       | Ligue nationale          | Ligue nationale         | Giants de San Francisco | 4 |                          |                       |                       |  |  |                |                       |                |
|  | 5                           | Giants de San Francisco     | 1                           |  | 2 |                       | 1                        | Nationals de Washington | Giants de San Francisco | 4 | 1                        |                       |                       |  |  |                |                       |                |
|  | 5                           | Giants de San Francisco     | 1                           |  |   |                       | 1                        | Nationals de Washington |                         |   | 1                        |                       |                       |  |  |                |                       |                |
|  |                             |                             |                             |  |   | 4                     | Giants de San Francisco  | 3                       |                         |   |                          |                       |                       |  |  |                |                       |                |

mlb.com (Résultats d'après saison)

## Statistiques individuelles

### Au bâton
| Catégorie                      | Ligue nationale                                         | Stat | Ligue américaine                                | Stat |
| ------------------------------ | ------------------------------------------------------- | ---- | ----------------------------------------------- | ---- |
| Moyenne au bâton               | Justin Morneau (Rockies)                                | ,319 | José Altuve (Astros)                            | ,341 |
| % présence sur les buts        | Andrew McCutchen (Pirates)                              | ,410 | Víctor Martínez (Tigers)                        | ,409 |
| Moyenne de puissance           | Giancarlo Stanton (Marlins)                             | ,555 | José Abreu (White Sox)                          | ,581 |
| OPS (sur les buts + puissance) | Andrew McCutchen (Pirates)                              | ,952 | Víctor Martínez (Tigers)                        | ,974 |
| Coups sûrs                     | Ben Revere (Phillies), Denard Span (Nationals)          | 184  | José Altuve (Astros)                            | 225  |
| Doubles                        | Jonathan Lucroy (Brewers)                               | 53   | Miguel Cabrera (Tigers)                         | 52   |
| Triples                        | Dee Gordon (Dodgers)                                    | 12   | Michael Bourn (Indians), Adam Eaton (White Sox) | 10   |
| Coups de circuit               | Giancarlo Stanton (Marlins)                             | 37   | Nelson Cruz (Orioles)                           | 40   |
| Coups sûrs de plus d'un but    | Andrew McCutchen (Pirates), Giancarlo Stanton (Marlins) | 69   | Mike Trout (Angels)                             | 84   |
| Total de buts                  | Giancarlo Stanton (Marlins)                             | 299  | Mike Trout (Angels)                             | 338  |
| Points produits                | Adrian Gonzalez (Dodgers)                               | 116  | Mike Trout (Angels)                             | 111  |
| Points marqués                 | Anthony Rendon (Nationals)                              | 111  | Mike Trout (Angels)                             | 115  |
| Buts-sur-balles                | Matt Carpenter (Cardinals)                              | 95   | Carlos Santana (Indians)                        | 113  |
| Buts volés                     | Dee Gordon (Dodgers)                                    | 64   | José Altuve (Astros)                            | 56   |

Statistiques sur MLB.com

### Lanceurs
| Catégorie                                  | Ligue nationale                                    | Stat  | Ligue américaine                                                     | Stat  |
| ------------------------------------------ | -------------------------------------------------- | ----- | -------------------------------------------------------------------- | ----- |
| Moyenne de points mérités                  | Clayton Kershaw (Dodgers)                          | 1,77  | Félix Hernández (Mariners)                                           | 2,14  |
| Victoires                                  | Clayton Kershaw (Dodgers)                          | 21    | Corey Kluber (Indians), Max Scherzer (Tigers), Jered Weaver (Angels) | 18    |
| Retraits sur des prises                    | Johnny Cueto (Reds), Stephen Strasburg (Nationals) | 242   | David Price (Rays et Tigers)                                         | 271   |
| Retraits sur des prises par 9 manches      | Clayton Kershaw (Dodgers)                          | 10,85 | Chris Sale (White Sox)                                               | 10,76 |
| Retraits sur des prises par but-sur-balles | Clayton Kershaw (Dodgers)                          | 7,71  | Phil Hughes (Twins)                                                  | 11,63 |
| Moins de buts-sur-balles par 9 manches     | Jordan Zimmermann (Nationals)                      | 1,31  | Phil Hughes (Twins)                                                  | 0,69  |
| Sauvetages                                 | Craig Kimbrel (Braves)                             | 47    | Fernando Rodney (Mariners)                                           | 48    |
| Moyenne au bâton des adversaires           | Johnny Cueto (Reds)                                | ,194  | Félix Hernández (Mariners)                                           | ,200  |
| WHIP                                       | Clayton Kershaw (Dodgers)                          | 0,86  | Félix Hernández (Mariners)                                           | 0,92  |

Statistiques sur MLB.com

## Saison régulière
La saison 2014 débute les 22 et 23 mars au Sydney Cricket Ground, à Sydney, en Australie, puis, après une pause de quelques jours, se poursuit du 30 mars au 28 septembre. Des séries éliminatoires mettant aux prises 10 équipes suivent la saison régulière et culminent par la Série mondiale, qui se termine traditionnellement au plus tard le 31 octobre par le couronnement du champion de la saison.

### Mars

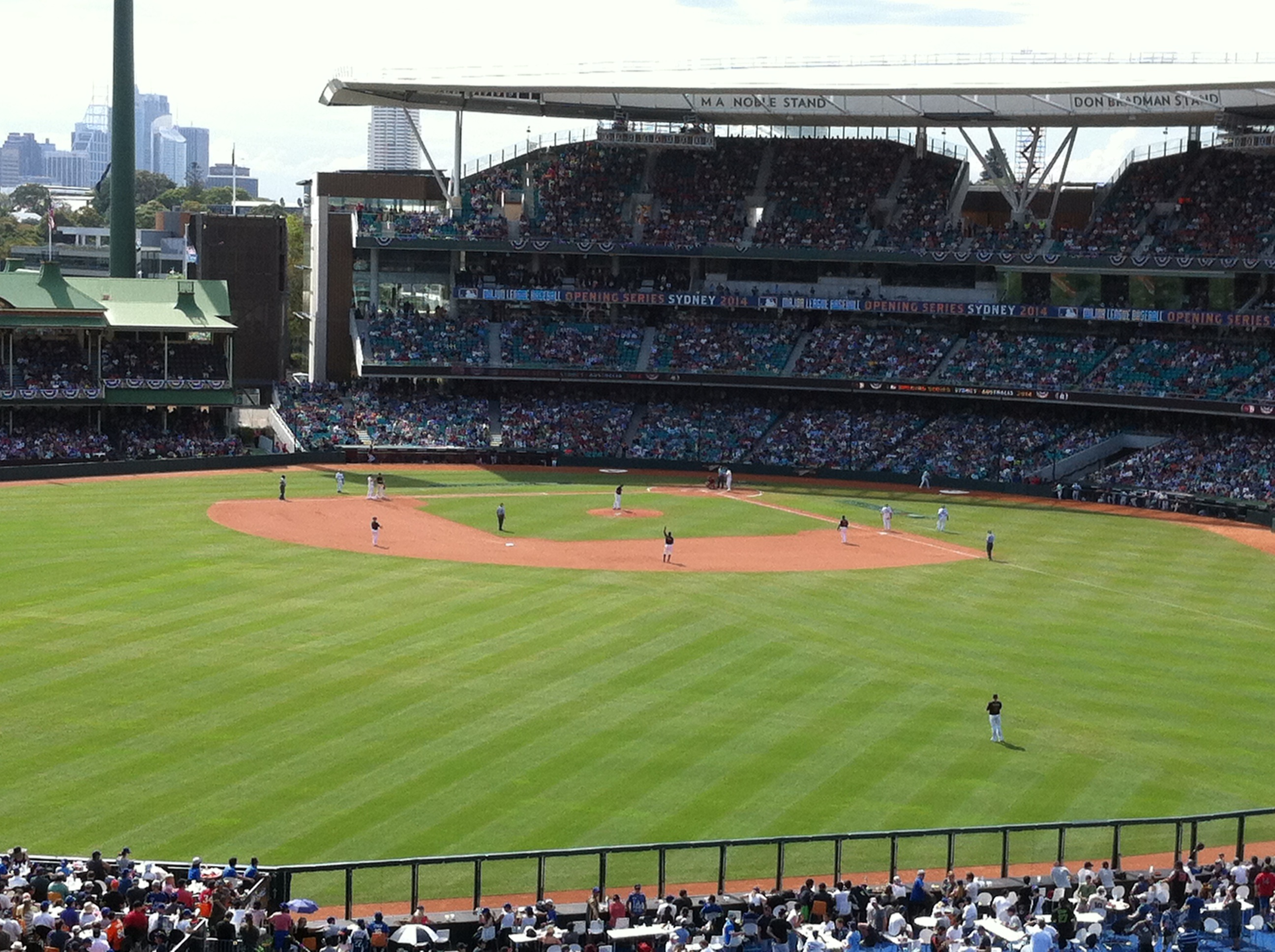
Match du 23 mars 2014 entre les Dodgers et les Diamondbacks au Sydney Cricket Ground en Australie.

- 22 mars et 23 mars : Les Dodgers de Los Angeles lancent la saison régulière 2014 à Sydney en Australie en remportant deux victoires, par 3-1 et 7-5, sur les Diamondbacks de l'Arizona.
- 25 mars : À 235 millions de dollars US pour 2014, les Dodgers de Los Angeles possèdent maintenant la masse salariale la plus élevée du baseball majeur, détrônant après 15 années les Yankees de New York, relégués au second rang par leurs engagements de 203 millions[27].
- 31 mars : À Pittsburgh, Rick Renteria des Cubs de Chicago est le premier gérant à utiliser son droit de contester une décision d'un arbitre et de demander l'arbitrage vidéo depuis la mise en œuvre d'un système extensif de révision. En 5e manche, il conteste la décision de l'officiel Bob Davidson de déclarer Jeff Samardzija, des Cubs, retiré au premier but comme second retrait d'un double jeu. La reprise vidéo confirme le retrait et maintient la décision de l'arbitre en faveur des Pirates de Pittsburgh[28]. Plus tard le même jour, Fredi González des Braves d'Atlanta à la distinction de devenir le premier gérant à faire renverser la décision d'un arbitre en vertu de ce système : à Milwaukee, González a gain de cause en protestant contre la décision, erronée, de l'arbitre Greg Gibson de déclarer sauf au premier but Ryan Braun des Brewers[29].

### Avril
- 6 avril :
  - Deux coups sûrs à Toronto face aux Blue Jays permettent à Derek Jeter, des Yankees de New York, de hausser son total en carrière à 3 320, seul au 8e rang de l'histoire devant Paul Molitor[30].
  - En retirant Wil Myers des Rays de Tampa Bay, Yu Darvish des Rangers du Texas devient le lanceur ayant le plus rapidement atteint les 500 retraits sur des prises en carrière. Il en compte 500 après 401 manches et deux tiers lancées, trois de moins que Kerry Wood, précédent détenteur du record[31].
- 18 avril : Aaron Harang, des Braves d'Atlanta, lance 7 manches sans accorder de point ni de coup sûr aux Mets de New York mais est retiré du match après avoir dirigé un nombre élevé de lancers (121) et accordé 6 buts-sur-balles[32].
- 22 avril : Avec deux circuits contre Taylor Jordan des Nationals de Washington le 22 avril 2014, Albert Pujols, des Angels, devient le 26e joueur de l'histoire avec 500 circuits en carrière. À 34 ans et 96 jours, il est le 3e plus jeune à atteindre ce total après Alex Rodriguez et Jimmie Foxx[33].

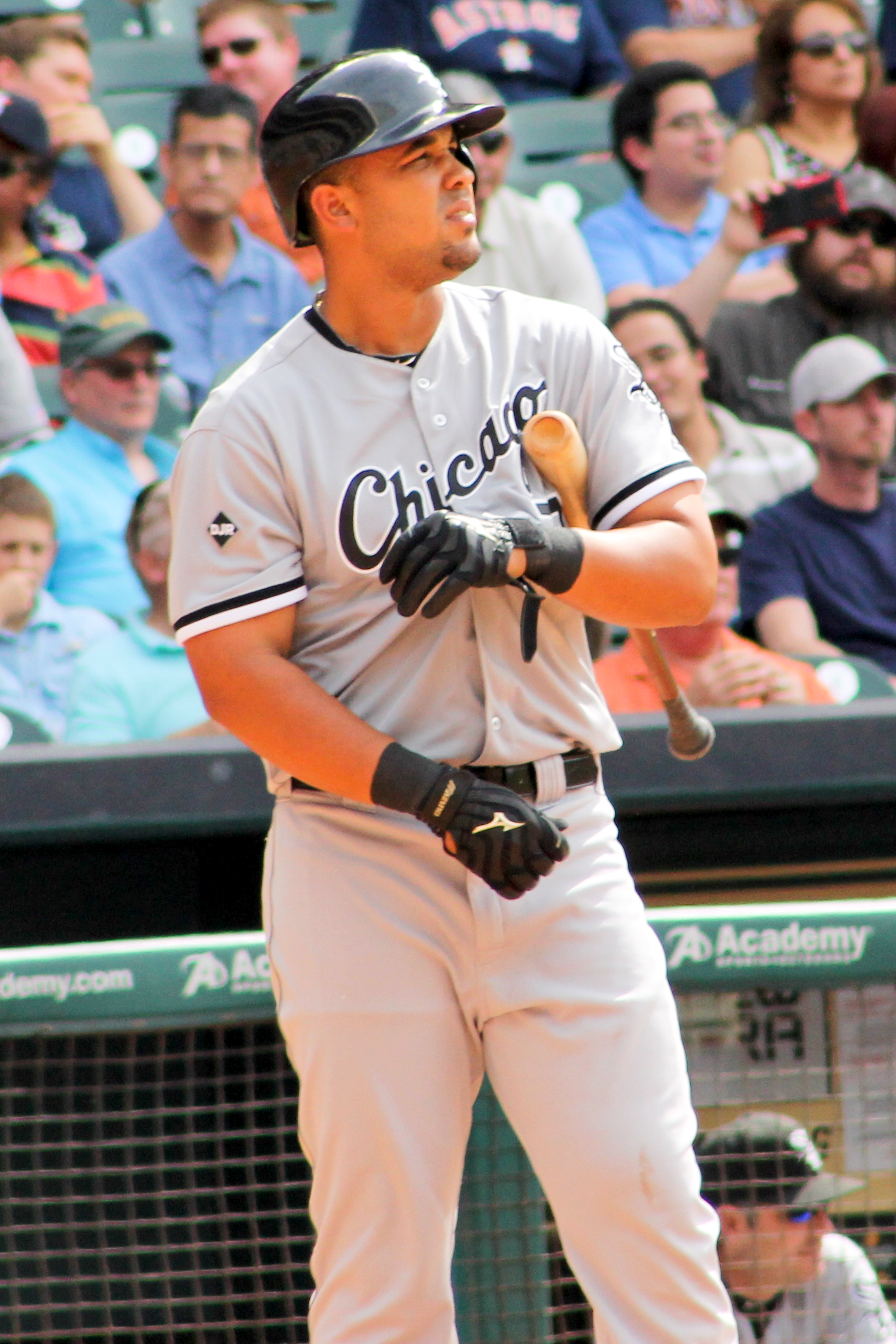
José Abreu des White Sox de Chicago est joueur du mois en avril et mai, et recrue du mois en avril, juin et juillet en Ligue américaine.

- 27 avril : Avec 4 points produits pour les White Sox de Chicago contre les Rays de Tampa Bay, José Abreu devient le premier joueur de l'histoire à connaître 4 matchs de 4 points produits ou plus à ses 26 premières parties dans les majeures et il établit le nouveau record de points produits pour une recrue au cours de son premier mois dans les majeures, abattant la marque de 27 établie par Albert Pujols avec Saint-Louis en 2001[34].

### Mai
- 5 mai : José Abreu des White Sox de Chicago  est élu joueur du mois d'avril 2014 et meilleure recrue de ce mois dans la Ligue américaine. Huitième joueur à recevoir ces deux honneurs pour un même mois, il est le premier de la Ligue américaine à les gagner au cours de son premier mois complet dans les majeures et le second au total après que son compatriote cubain Yasiel Puig ait réalisé la chose en juin 2013 dans la Ligue nationale[35].
- 9 mai :
  - Dans une victoire à domicile de 8-0 des Rangers du Texas sur les Red Sox de Boston, le lanceur Yu Darvish des Rangers perd pour la seconde fois de sa carrière un match sans point ni coup sûr après deux retraits en 9e manche, lorsqu'il est victime d'un coup sûr de David Ortiz[36].
  - José Fernández des Marlins de Miami quitte un match contre San Diego puis subit une opération de type Tommy John au coude droit dont la période de convalescence est estimée à 12 à 18 mois[37].
- 25 mai : À Philadelphie, le lanceur droitier Josh Beckett des Dodgers de Los Angeles réussit un match sans point ni coup sûr dans une victoire de 6-0 sur les Phillies[38].
- 29 mai : Avec deux circuits face à Kansas City, Edwin Encarnación des Blue Jays de Toronto égale le record de la Ligue américaine de 18 circuits dans le mois de mai, établi par Mickey Mantle en 1956[39]. Il devient le 3e joueur de l'histoire des majeures avec Harmon Killebrew et Albert Belle à connaître 5 matchs de plus d'un circuit dans un même mois[39] et abat la marque de franchise des Blue Jays pour le nombre de longues balles en un mois[40].

### Juin

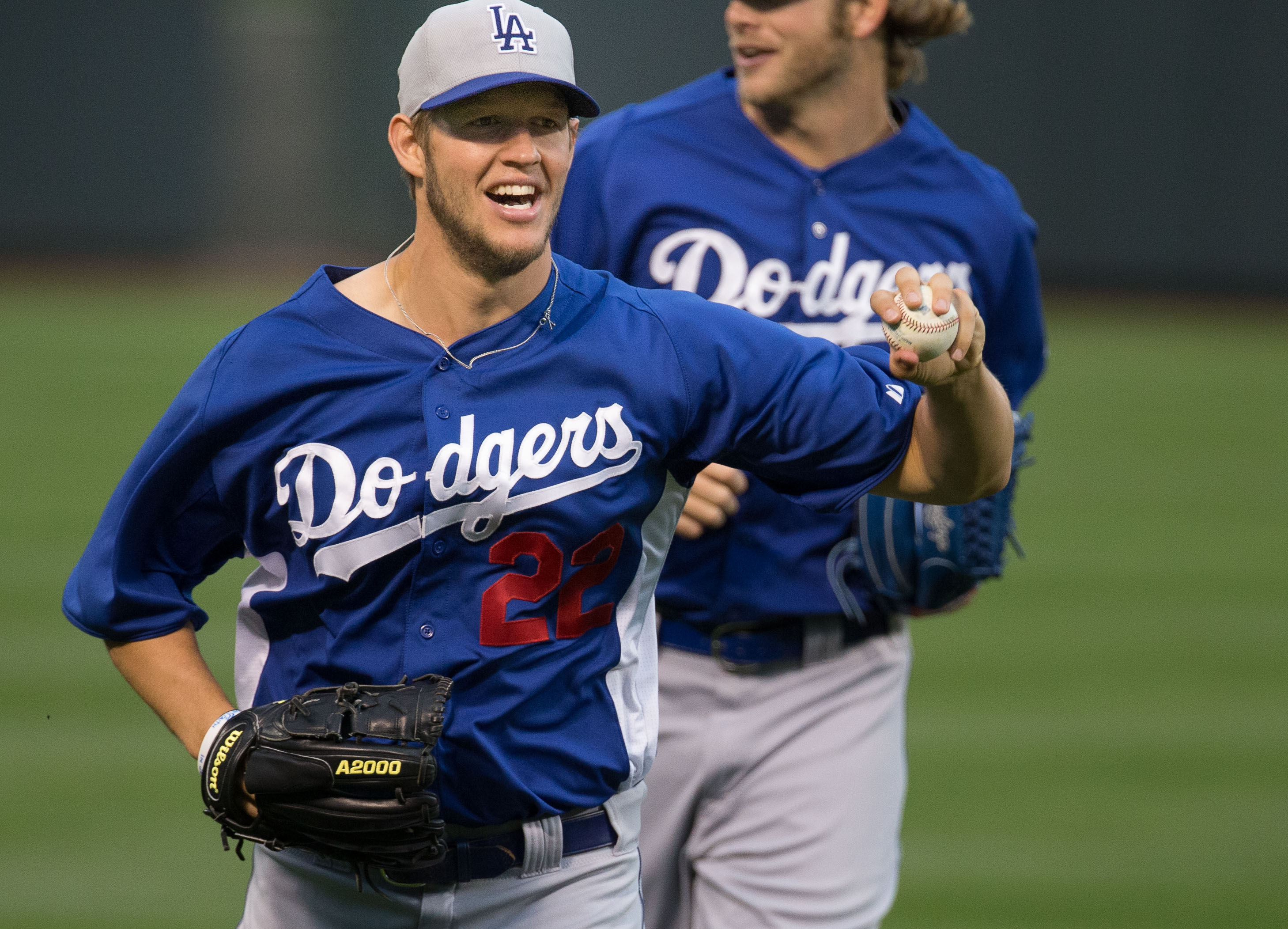
L'as des Dodgers de Los Angeles, Clayton Kershaw, lance un match sans coup sûr le 18 juin.

- 9 juin : Lors d'une visite aux Rangers du Texas, Lonnie Chisenhall des Indians de Cleveland connaît un match de 5 coups sûrs, 3 circuits et 9 points produits dans une victoire de 17-7 de son club. Il égale le record des Indians pour le plus grand nombre de points produits en un match, établi le 4 mai 1991 par Chris James[41].
- 14 juin : À Philadelphie, Jimmy Rollins frappe son 2 235e coup sûr pour les Phillies, abattant le record de franchise qui était détenu par Mike Schmidt[42].
- 18 juin : À Los Angeles, Clayton Kershaw lance un match sans point ni coup sûr dans une victoire de 8-0 des Dodgers sur les Rockies du Colorado[43].
- 25 juin : À San Francisco, Tim Lincecum des Giants lance le 2e match sans point ni coup sûr de sa carrière face aux Padres de San Diego, contre qui il avait réalisé une performance semblable moins d'un an plus tôt[44].

### Juillet

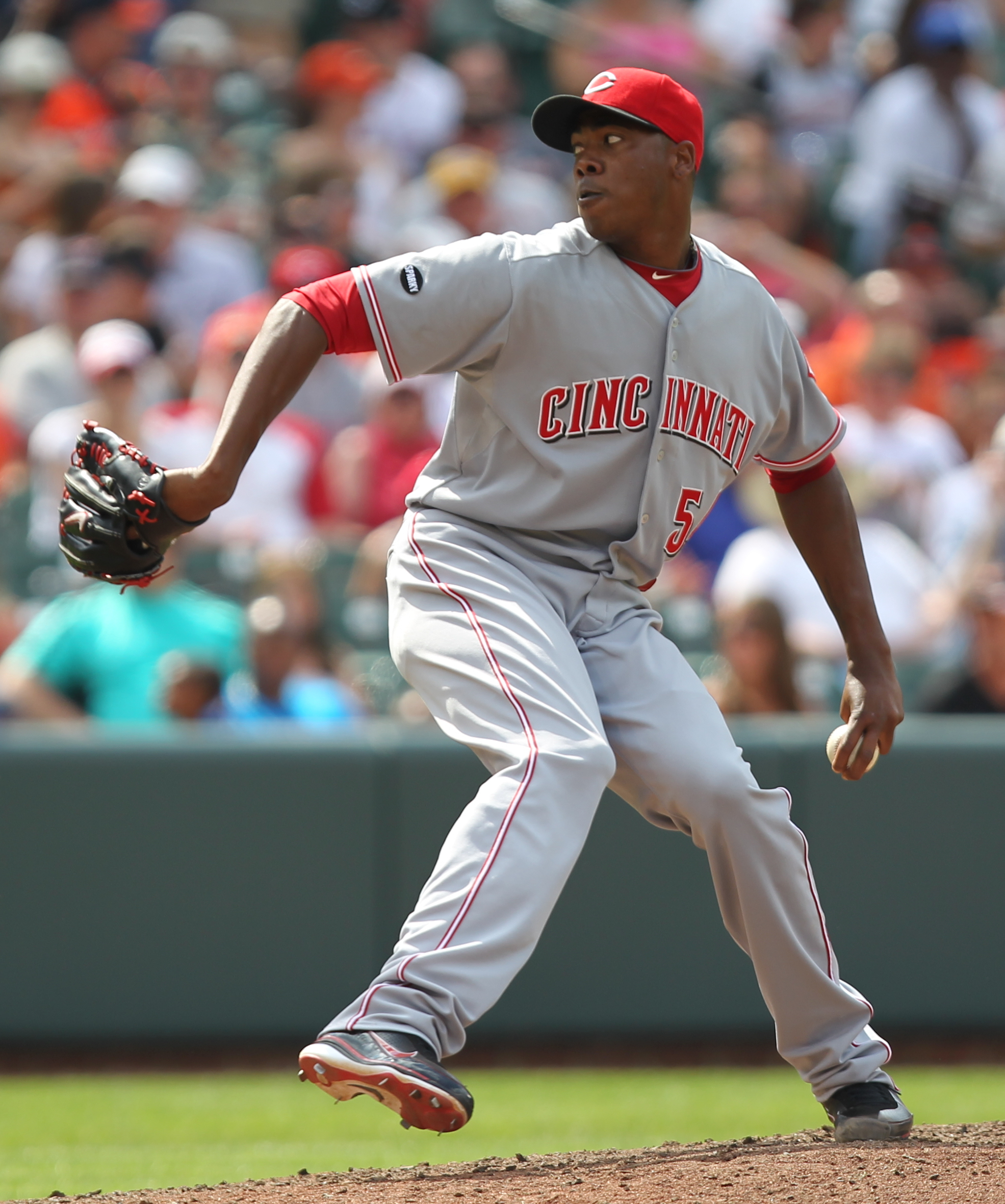
Aroldis Chapman, des Reds de Cincinnati, établit le 11 juillet un record pour un releveur avec au moins un retrait sur des prises dans 40 matchs de suite.

- 4 juillet : Les Cubs de Chicago échangent les lanceurs partants droitiers Jeff Samardzija et Jason Hammel aux Athletics d'Oakland contre l'arrêt-court Addison Russell et le voltigeur Billy McKinney, tous deux anciens choix de première ronde, et le lanceur droitier Dan Straily[45].
- 7 juillet : Avec un succès sur Toronto, la franchise des Angels compte autant de victoires (4 272) que de défaites (4 272) pour la première fois depuis 1961[46]. Il s'agit de la seule franchise créée après 1961 à jouer pour au moins ,500[47]. Les Angels perdent leur match suivant mais reviennent au-dessus de ,500 le 10 juillet[48].
- 11 juillet : Aroldis Chapman des Reds de Cincinnati établit un nouveau record du baseball majeur en enregistrant au moins un retrait sur des prises dans 40 apparitions consécutives en relève, une séquence qui a débuté le 21 août 2013 et qui est une partie plus longue que le record précédent, établi par Bruce Sutter sur 39 matchs du 1er juin au 2 octobre 1977[49].
- 13 juillet : Contre les Diamondbacks de l'Arizona, le lanceur Madison Bumgarner frappe un grand chelem et son receveur Buster Posey en ajoute un, produisant tous les points dans une victoire de 8-4 des Giants. C'est la première fois de l'histoire qu'une batterie lanceur-receveur frappe des grands chelems dans le même match[50]. Bumgarner devient du même coup le premier lanceur à réussir deux grands chelems dans une même saison depuis Tony Cloninger des Braves d'Atlanta en 1966[50].
- 14 juillet : À Minneapolis, Yoenis Céspedes des A's d'Oakland devient le seul joueur avec Ken Griffey Jr. à gagner deux années de suite le concours de coups de circuit présenté en marge du match des étoiles[51].
- 25 juillet : Félix Hernández des Mariners de Seattle établit un nouveau record de la Ligue américaine pour un lanceur partant avec un 13e départ consécutif d'au moins 7 manches dans lequel il accorde deux points ou moins. Il abat la marque de l'Américaine établie en 1907 par Chief Bender des A's de Philadelphie et égale celle des majeures, établie par Tom Seaver des Mets de New York en 1971[52].
- 26 juillet : Les Red Sox de Boston échangent le lanceur partant droitier Jake Peavy aux Giants de San Francisco contre le lanceur partant gaucher Edwin Escobar et le releveur droitier Heath Hembree[53].
- 30 juillet : Joueur des majeures depuis 18 saisons, Eric Chavez annonce sa retraite[54].
- 31 juillet : date limite des échanges dans le baseball majeur.
  - Le lanceur partant gaucher David Price passe des Rays de Tampa Bay aux Tigers de Détroit dans un échange à 3 clubs impliquant aussi les Mariners de Seattle. Pour recevoir Price, les Tigers transfèrent le lanceur gaucher Drew Smyly et l'arrêt-court des ligues mineures Willy Adames aux Rays ainsi que le voltigeur de centre Austin Jackson aux Mariners, qui de leur côté envoient aux Rays le joueur de champ intérieur Nick Franklin[55].
  - Les Red Sox de Boston concluent plusieurs échanges, dont trois d'importance : le lanceur partant gaucher Jon Lester et le voltigeur Jonny Gomes passent aux Athletics d'Oakland en retour du voltigeur étoile Yoenis Céspedes et d'un choix bonus au repêchage de 2015[56]; le releveur gaucher Andrew Miller est cédé aux Orioles de Baltimore contre Eduardo Rodriguez, un lanceur gaucher évoluant en ligues mineures[57]; Boston transfère le lanceur partant droitier John Lackey aux Cardinals de Saint-Louis contre le lanceur droitier Joe Kelly et le voltigeur Allen Craig[58].
  - Les Astros de Houston échangent le lanceur droitier Jarred Cosart et deux voltigeurs, Kike Hernández et Austin Wates, aux Marlins de Miami pour le prometteur champ centre des ligues mineures Jake Marisnick, le joueur de troisième but Colin Moran et le lanceur droitier Francis Martes[59].
  - Les Indians de Cleveland transfèrent l'arrêt-court Asdrúbal Cabrera aux Nationals de Washington (qui l'alignent au deuxième but le reste de l'année[60]) contre l'arrêt-court Zach Walters[61].
  - Les Diamondbacks de l'Arizona expédient le voltigeur Gerardo Parra aux Brewers de Milwaukee contre deux joueurs de ligues mineures : le voltigeur Mitch Haniger et le lanceur gaucher Anthony Banda[62].

### Août

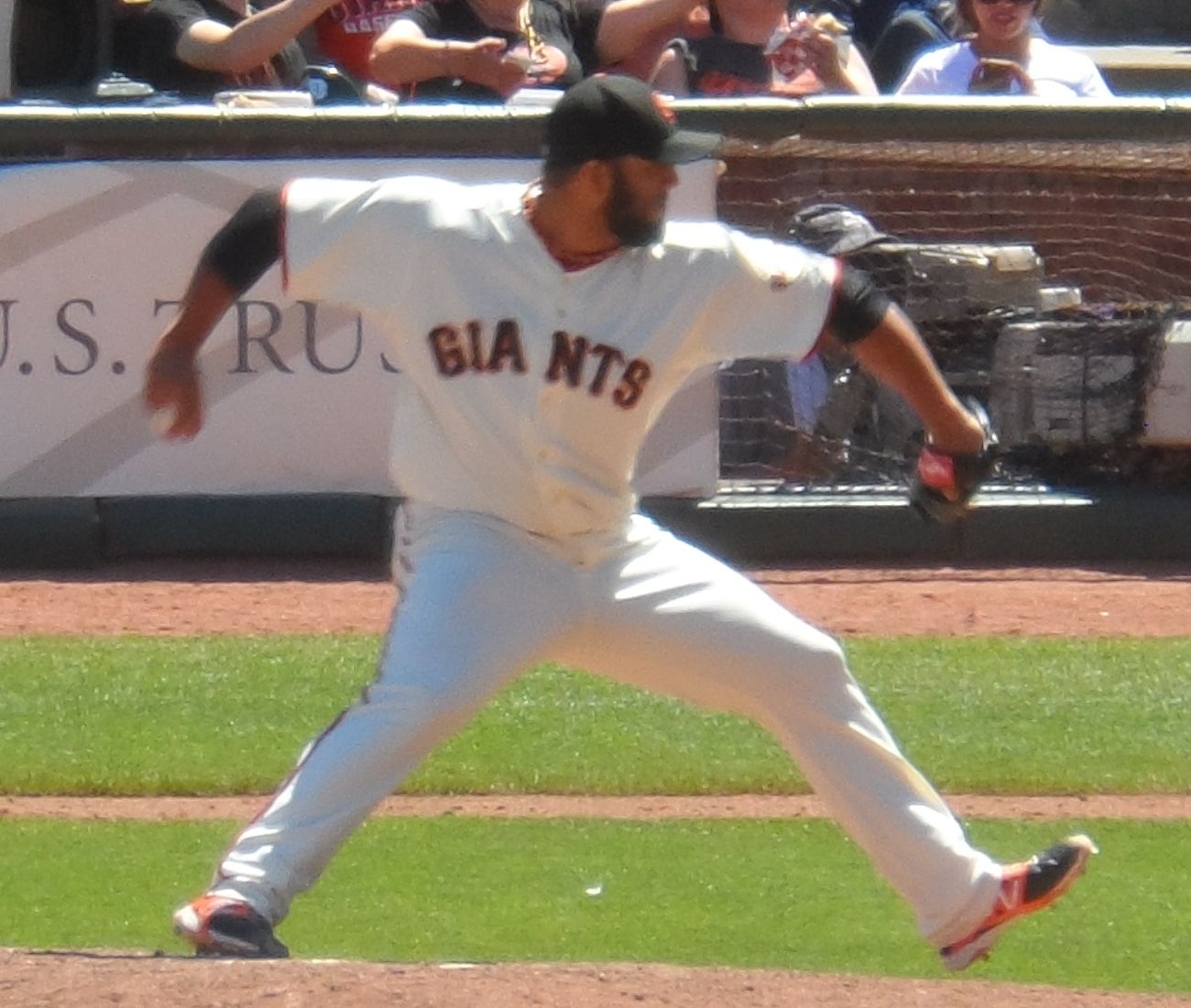
Yusmeiro Petit, des Giants de San Francisco, établit un nouveau record en retirant 46 adversaires de suite.

- 2 août : Jim Thome, qui a joué la dernière de ses 22 saisons en 2012, annonce officielle sa retraite sportive et est honoré par les Indians de Cleveland, dont il a porté l'uniforme pendant 13 années[63].
- 9 août : Derek Jeter, des Yankees de New York, réussit son 3 431e coup sûr en carrière pour dépasser Honus Wagner au 6e rang de l'histoire[64].
- 10 août : À Toronto, les Blue Jays remportent 6-5 sur les Tigers de Détroit le match le plus long de leur histoire (19 manches jouées en 6 heures et 37 minutes)[65]. Melky Cabrera des Blue Jays devient le premier joueur depuis Rod Carew des Twins du Minnesota le 12 mai 1972 à se rendre 8 fois sur les buts dans un même match[66].
- 15 août : Les Rays de Tampa Bay triomphent des Yankees de New York 5-0 pour atteindre la moyenne de ,500 (autant de victoires que de défaites) pour la première fois depuis le 22 avril et après avoir été 18 matchs sous ce niveau. Avec maintenant 61 victoires et 61 défaites, le club de Tampa réalise le 3e revirement de situation du genre le plus important après les Colonels de Louisville (22 matchs sous ,500 en 1899), les Marlins de la Floride (20 matchs sous ,500 en 2006) et les Rays de 2004 (18 matchs)[67],[68].
- 17 août : Michael Cuddyer des Rockies du Colorado devient contre les Reds de Cincinnati le 30e joueur de l'histoire à réussir le cycle (un simple, un double, un triple et un circuit dans le même match) à deux reprises durant sa carrière[69]. Cuddyer, qui l'avait accompli avec Minnesota en 2009, n'est que le 3e joueur après Bob Watson (1977 et 1979) et John Olerud (1997 et 2001) à en réussir un dans chacune des deux ligues, Nationale et Américaine[69].
- 23 août : Le voltigeur Rusney Castillo, qui a fait défection de Cuba en 2013, signe un contrat de 7 ans pour 72,5 millions de dollars US avec les Red Sox de Boston[70].
- 28 août : À San Francisco contre les Rockies du Colorado, Yusmeiro Petit des Giants bat le record établi en 2009 par Mark Buehrle en retirant 46 joueurs adverses de suite, sans permettre à un seul d'atteindre les buts. La séquence record avait été amorcée le 22 juillet précédent[71].

### Septembre
- 1er septembre :

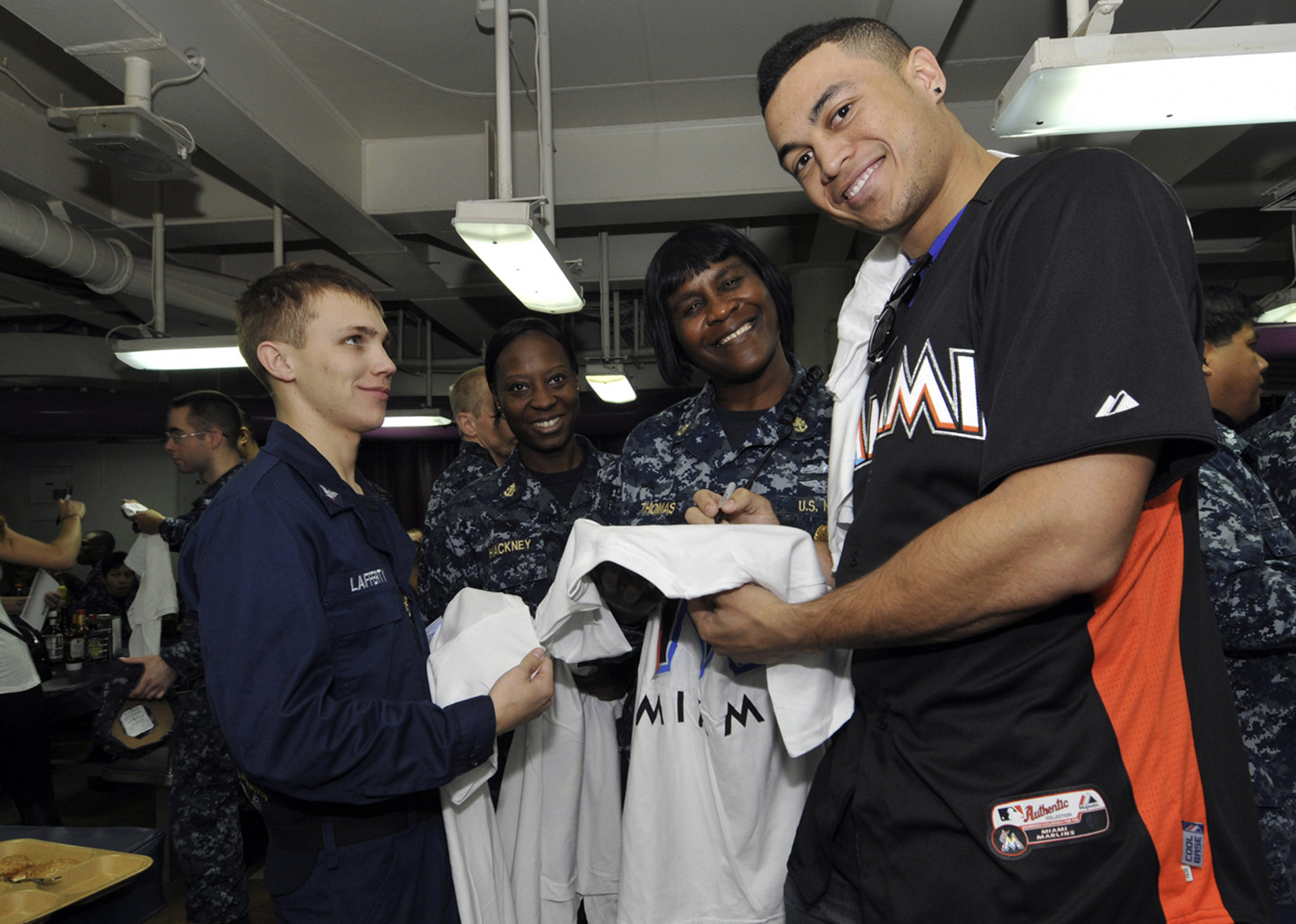
La vedette des Marlins de Miami, Giancarlo Stanton, est victime d'un sérieux accident lors d'un match à Milwaukee le 11 septembre.

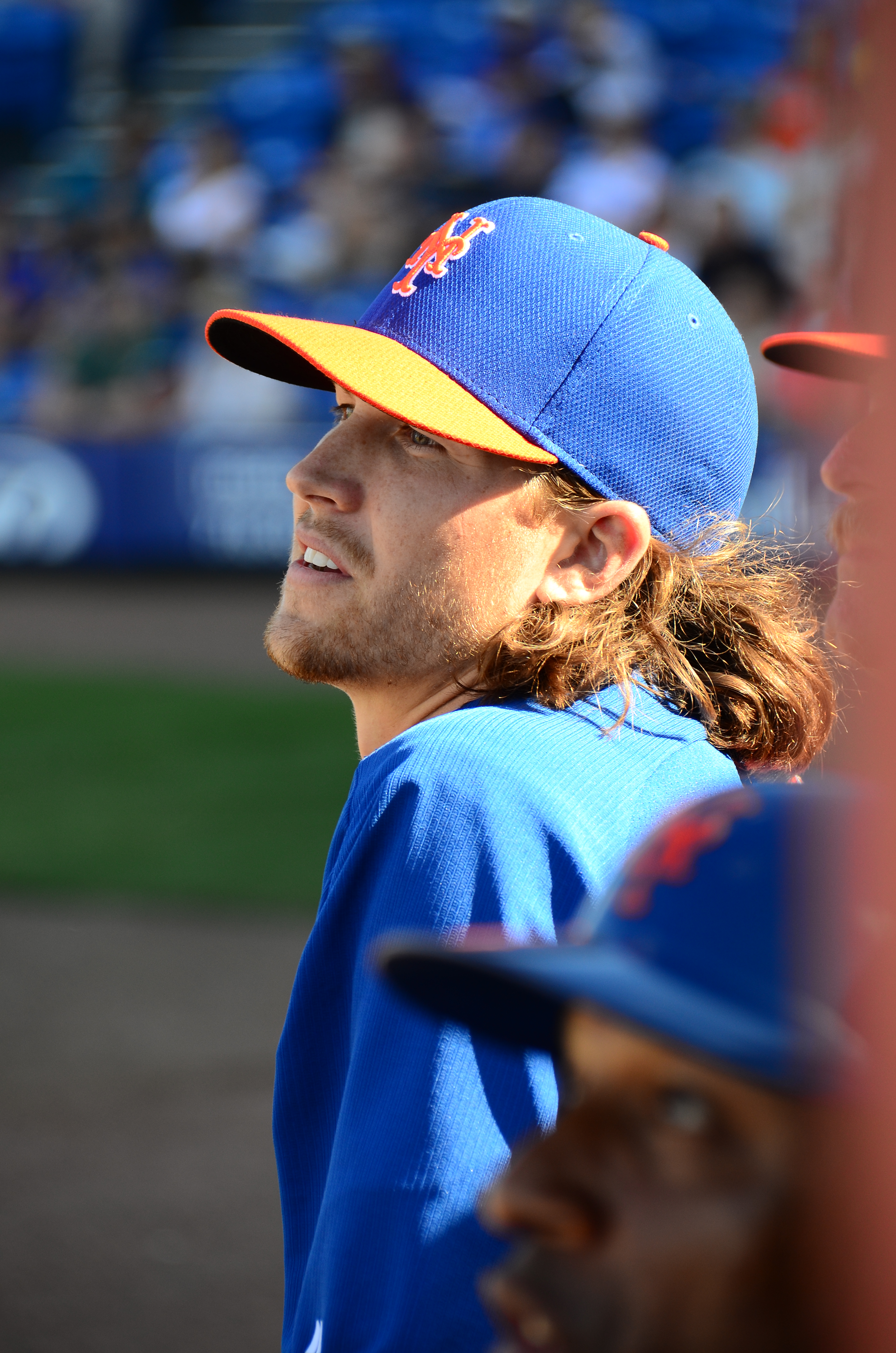
Jacob deGrom, des Mets de New York, égale un record de 1986 en retirant sur des prises les 8 premiers frappeurs d'un match.

  - Les Astros de Houston congédient leur gérant Bo Porter et le remplacent par Tom Lawless[72].
  - Cole Hamels, Jake Diekman, Ken Giles et Jonathan Papelbon unissent leurs efforts et réussissent pour les Phillies de Philadelphie un match sans coup sûr combiné dans une victoire de 7-0 sur les Braves à Atlanta. Hamels lance les 6 premières manches et ses 3 coéquipiers traversent une manche chacun[73].
- 5 septembre :
  - Le gérant des Rangers du Texas, Ron Washington, remet sa démission et l'instructeur Tim Bogar hérite du poste par intérim[74].
  - Les Diamondbacks de l'Arizona congédient leur directeur-gérant Kevin Towers[75].
- 11 septembre : La vedette Giancarlo Stanton, des Marlins de Miami, est atteint au visage par une balle rapide lancée à 142 km/h par Mike Fiers des Brewers de Milwaukee[76]. Il est hospitalisé à Milwaukee pour des fractures au visage et de multiples lacérations[77].
- 12 septembre : Chris Davis, des Orioles de Baltimore, est suspendu 25 matchs pour usage d'amphétamines[78].
- 15 septembre :
  - Lors d'une visite des Astros de Houston, Jacob deGrom des Mets de New York égale un record de l'ère moderne du baseball majeur en retirant sur des prises les 8 premiers frappeurs qu'il affronte, rééditant l'exploit réalisé par Jim Deshaies en 1986[79].
  - Avec une victoire sur Seattle, les Angels de Los Angeles deviennent la première équipe qualifiée pour les séries éliminatoires 2014[80].
- 16 septembre :
  - Les Nationals de Washington remportent le titre de la division Est de la Ligue nationale pour la seconde fois en trois saisons[81].
  - Les Orioles de Baltimore remportent le championnat de la division Est de la Ligue américaine pour la première fois depuis 1997[82].
- 17 septembre : Une défaite des A's d'Oakland suivant une victoire des Angels de Los Angeles assure à ces derniers un premier titre depuis 2009 dans la division Ouest de la Ligue américaine[83].
- 19 septembre : Les Dodgers de Los Angeles assurent leur présence en séries éliminatoires pour la 2e année de suite[84].
- 21 septembre : Les Cardinals de Saint-Louis s'assurent d'une participation aux séries éliminatoires pour la 4e saison de suite et la 5e fois en 6 ans[85].
- 22 septembre : Au lendemain de leur élimination, les Braves d'Atlanta congédient Frank Wren, leur directeur-gérant depuis octobre 2007[86].
- 23 septembre : Victorieux à Atlanta, les Pirates de Pittsburgh s'assurent d'une participation aux séries éliminatoires pour la deuxième année de suite[87].
- 24 septembre :
  - Les Tigers de Détroit s'assurent d'une participation aux séries éliminatoires pour la 4e année de suite[88].
  - Les Dodgers de Los Angeles remportent le championnat de la division Ouest de la Ligue nationale pour la 2e année de suite[89].
  - Phil Hughes, des Twins du Minnesota, termine la saison 2014 avec 186 retraits sur des prises aux dépens de l'adversaire et seulement 16 buts-sur-balles accordés. Ce ratio de 11,63 retraits sur des prises par but-sur-balles est le nouveau record du baseball majeur, abattant la marque de 11 établie  par Bret Saberhagen en 1994 avec les Mets de New York[90].
  - Mark Buehrle des Blue Jays de Toronto devient le 7e lanceur de l'histoire à lancer au moins 200 manches dans 14 saisons de suite[91].
- 25 septembre :
  - Les Brewers de Milwaukee, qui ont mené la division Centrale du 5 avril au 31 août[92], perdent à Cincinnati et sont officiellement éliminés de la course aux séries éliminatoires, confirmant par la même occasion la qualification des Giants de San Francisco[93].
  - Dave Stewart est nommé directeur-gérant des Diamondbacks de l'Arizona[94].
- 26 septembre :
  - Les Royals de Kansas City se qualifient pour les séries éliminatoires pour la première fois depuis 1985, mettant fin à une disette de 29 années, la plus longue du genre dans les majeures[95].
  - Les Diamondbacks de l'Arizona congédient leur gérant Kirk Gibson et confient l'équipe à Alan Trammell pour les 3 derniers matchs de la saison[96].
- 28 septembre :
  - Au dernier jour de la saison régulière, Jordan Zimmermann lance à Washington le premier match sans point ni coup sûr de l'histoire des Nationals, dans une victoire de 1-0 sur les Marlins de Miami[97].
  - Les Tigers de Détroit s'assurent du premier rang de la section Centrale de la Ligue américaine et remportent le championnat de leur division pour la 4e année de suite[98], un record pour leur franchise[99].
  - La défaite des Pirates de Pittsburgh à Cincinnati donne à leurs rivaux de division, les Cardinals de Saint-Louis, un second titre consécutif de la section Centrale de la Ligue nationale[100].
  - Les Athletics d'Oakland remportent leur dernier match de la saison pour confirmer leur qualification comme meilleurs deuxièmes dans la Ligue américaine et sceller l'élimination des Mariners de Seattle[101].
  - Avec la meilleure moyenne au bâton (,341) de la Ligue américaine et des majeures en 2014, José Altuve est le premier joueur de l'histoire des Astros de Houston à remporter un championnat des frappeurs[102]. Dans la Ligue nationale, Justin Morneau des Rockies du Colorado est champion frappeur avec une moyenne de ,319[103].
- 29 septembre : Les Twins du Minnesota congédient Ron Gardenhire, leur gérant des 13 dernières saisons[104].
- 30 septembre: Match de meilleur deuxième de la Ligue américaine entre les Athletics d'Oakland et les Royals de Kansas City. Les Royals l'emportent sur le score de 9-8 et se qualifient pour les Séries de divisions de la Ligue américaine.

### Octobre
- 1er octobre: Match de meilleur deuxième de la Ligue nationale entre les Giants de San Francisco et les Pirates de Pittsburgh. Les Giants l'emportent sur le score de 8-0 et se qualifient pour les Séries de divisions de la Ligue nationale.
- 2 octobre: début des Séries de divisions de la Ligue américaine entre d'une part, les Royals de Kansas City et les Angels de Los Angeles et d'autre part, les Tigers de Détroit et les Orioles de Baltimore. Les Royals et les Orioles s'imposent tous les deux sur le score de 3 matchs à zéro face à leurs adversaires et se qualifient pour la Série de championnat de la Ligue américaine.
- 3 octobre: début des Séries de divisions de la Ligue nationale entre d'une part, les Giants de San Francisco et les Nationals de Washington et d'autre part, les Cardinals de Saint-Louis et les Dodgers de Los Angeles. Les Giants et les Cardinals s'imposent tous les deux sur le score de 3 matchs à un face à leurs adversaires et se qualifient pour la Série de championnat de la Ligue nationale.
- 4 octobre: À Washington, les Giants de San Francisco l'emportent 2-1 sur les Nationals de Washington lors du second match de la Série de divisions de la Ligue nationale, une rencontre jouée en 18 manches qui, d'une durée de 6 heures et 23 minutes, est le match éliminatoire le plus long de l'histoire[105].
- 10 octobre: début de la Série de championnat de la Ligue américaine entre les Orioles de Baltimore et les Royals de Kansas City. Les Royals l'emportent quatre matchs à zéro et se qualifient pour la Série mondiale.
- 11 octobre: début de la Série de championnat de la Ligue nationale entre les Cardinals de Saint-Louis et les Giants de San Francisco. Les Giants l'emportent quatre matchs à un et se qualifient pour la Série mondiale.
- 21 octobre: début de la Série mondiale entre les Royals de Kansas City et les Giants de San Francisco.
- 26 octobre: mort d'Oscar Taveras, jeune joueur des Cardinals de Saint-Louis, qui endeuille la grande finale du baseball majeur.
- 29 octobre: Les Giants remportent la Série mondiale quatre matchs à trois et sont couronnés champions du baseball majeur.